# 교텐 유리나
교텐 유리나(일본어: 行天 優莉奈, 1999년 3월 14일 ~ )는 말레이시아의 여성 아이돌 그룹 KLP48의 멤버이다. 가가와현 출신.